# Powellisetia crassilabrum
Powellisetia crassilabrum är en snäckart som först beskrevs av Powell 1940.  Powellisetia crassilabrum ingår i släktet Powellisetia och familjen Rissoidae. Inga underarter finns listade i Catalogue of Life.